# Cortaillod
Cortaillod é uma comuna suíça, do cantão de Neuchâtel, com cerca de 4.535 habitantes. Estende-se por uma área de 3,67 km², de densidade populacional de 1.236 hab/km². Se limita com as comunas de Bevaix, Boudry, Chevroux e Gletterens.
A língua oficial nesta comuna é o francês.

## Cidade-irmã
Maienfeld